# Великий Корчуган
Великий Корчуга́н (рос. Большой Корчуган) — присілок у складі Топкинського округу Кемеровської області, Росія.
Стара назва — Юр'євка.

## Населення
Населення — 222 особи (2010; 281 у 2002).
Національний склад (станом на 2002 рік):
- росіяни — 89 %